# Luis Fernández Golfín Ferrer
Luis Antonio María Fernández-Golfín y Ferrer (Almendralejo, 14 de febrer de 1825 - Madrid, 1 d'octubre de 1889) fou un militar espanyol, Capità general de les Illes Balears durant la minoria d'edat d'Alfons XIII d'Espanya.
Ingressà a l'exèrcit en 1837 i en 1842 ascendí a subtinent i alumne de l'Escola d'Estat Major. En 1846 ascendí a tinent d'Estat Major i destinat a Extremadura, on va participar en la pacificació de l'Alentejo i fou ascendit a capità. En 1850 és ascendit a comandant i destinat a Aragó, on va participar el alguns projectes topogràfics i en 1852 a Catalunya. En 1853 anà a Cuba i participà en l'itinerari topogràfir del ferrocarril de Cuba. En 1855 fou ascendit a tinent coronel i en 1859 prefecte del Departament Oriental. En 1861 participà en l'expedició que va donar suport l'annexió a Espanya de la República Dominicana i fou ascendit a coronel. En 1862 tornà a la Península i entre 1864 i 1866 va ocupar diversos càrrecs a Extremadura i Catalunya. En 1868 participà en la batalla del Pont d'Alcolea sota les ordres de Novaliches, però tot i així en 1869 fou nomenat cap d'Estat Major del districte de Granada. En 1871 ascendí a brigadier i destinat a les Filipines, on hi fou Inspector de la Guàrdia Civil i governador militar de Mindanao. Va reprimir una revolta local a Zamboanga, però en 1873 va haver de tornar malalt a la Península. Després participaria en els combats al Maestrat i la presa de Morella, Sagunt, Aoiz iSangüesa de la tercera guerra carlina, ocupant diversos càrrecs a l'Estat Major de les Capitanies de Catalunya i Castella la Nova. En 1875 va ascendir a mariscal de camp i en 1886 a tinent general. D'agost de 1886 fins a abril de 1887 fou Capità general de les Illes Balears, fins que fou nomenat president de la Secció 3a de la Junta Superior Consultiva de Guerra, càrrec que va ocupar fins poc abans de morir.